# Archboldomys maximus
Archboldomys maximus és una espècie de mamífer rosegador de la família dels múrids. És endèmic de l'illa de Luzon (Filipines), on viu a altituds d'entre 1.885 i 2.690 msnm. Físicament s'assembla a A. luzonensis, però és més gros. Té el cos llarg i robust, el pelatge de color castany fosc i les potes posteriors relativament llargues. Les orelles són petites i arrodonides. El seu nom específic significa 'el més gros' en llatí.